# Luthéal
El luthéal és un dispositiu inventat pel belga Georges Cloetens que permet de modificar el timbre d'un instrument de la família dels cordòfons.

## Descripció
El luthéal és un mecanisme constituït de diferents dispositius metàl·lics que es pot instal·lar en qualsevol piano de cua ordinari. El pianista té la possibilitat de modificar el timbre del seu instrument per mitjà de quatre registres, dos dels quals actuen sobre les cordes més greus i els altres dos sobre les cordes més agudes. El luthéal permet així de reproduir el so d'un clavecí, la de l'arpa o la del llaüt, així com, combinant els uns i els altres, la del címbal.

## Obres per a luthéal
Maurici Ravel va escriure l'any 1924 la seva obra Tzigane, una rapsòdia per luthéal i violí, que s'acostuma a interpretar amb piano. Ravel va igualment emprar el luthéal en la seva fantasia lírica L'Enfant et les Sortilèges. El luthéal original que es va utilitzar per a les execucions d'aquestes dues obres va cremar en l'incendi de la sala Gaveau de París.

## La patent
La patent belga del luthéal porta el número 278726 i va ser emesa el 28 de gener de 1919 a nom del constructor d'orgues i pianos Georges Cloetens, amb la següent descripció: « és un dispositiu que permet de modificar els sons produïts per tot instrument a cordes tocat amb teclat o manualment amb els dits ». Van ser després concedides a l'inventor tres noves patents, que duien els números 280282, 292081 i 306002, per als detalls de perfeccionament de la seva invenció.

## Instrument recuperat
Es va descobrir un luthéal a les reserves del museu del Conservatori de Brussel·les, que ha sigut restaurat i es conserva actualment al Museu dels instruments de música de Brussel·les. Aquest instrument és regularment prestat per a concerts.

## Instrument reconstruït
En ocasió del cinquantè aniversari de la mort de Maurici Ravel l'any 1987 el govern francès encarregà un nou instrument. Aquest luthéal es conserva actualment al Museu de la Música de París.

## Interpretació recent
El violinista britànic-sud-africà Daniel Horpe va enregistrar l'any 2004 l'obra Tzigane de Maurice Ravel juntament amb el pianista Sebastian Knauer tocant amb un luthéal que Horpe va fer construir, i que descriu en una entrevista concedida a la National Public Radio com un encreuament entre una màquina d'escriure i un orgue, que es fixa sobre les cordes d'un piano i que produeix un so excepcional.